# Flavio Grassi
Flavio Grassi (San Remo, 5 de noviembre de 1968) es un deportista italiano que compitió en vela en la clase Flying Dutchman. Ganó una medalla de oro en el Campeonato Europeo de Flying Dutchman de 1991.

## Palmarés internacional
| \| Campeonato Europeo \| Campeonato Europeo \| Campeonato Europeo \| Campeonato Europeo \| \| Año \| Lugar \| Medalla \| Clase \| \| ------------------ \| ---------------------- \| ------------------ \| ------------------ \| \| 1991 \| Abersoch (Reino Unido) \| Medalla de oro \| Flying Dutchman \| |                        |                |                 |
| Campeonato Europeo |                        |                |                 |
| Año | Lugar                  | Medalla        | Clase           |
| 1991 | Abersoch (Reino Unido) | Medalla de oro | Flying Dutchman |